# Betaalde sms
Betaalde sms (of in het Engels: premium SMS) is een vorm van sms waarbij de kosten van een sms-bericht in rekening worden gebracht bij de ontvanger.
Een consument kan bij deze vorm een eenmalig bericht bestellen of een abonnement nemen. Dit gebeurt door een code (shortcode) per sms (tegen het normale sms-tarief) aan het bedrijf te sturen. Men sluit daarmee een overeenkomst die bij een eenmalig bericht onder meer het tarief behelst, en bij een abonnement het tarief of maximale tarief per sms en de frequentie of maximale frequentie. Een abonnement kan onder meer worden opgezegd door ook weer een bepaalde code per sms aan het bedrijf te sturen.
Men ontvangt bijvoorbeeld geregeld een sms met actuele sportuitslagen, het actuele weerbericht, file-informatie, of de nieuwste mop. De kosten zijn bijvoorbeeld €1,50 per ontvangen bericht.

## Gedragscode
Alle operators in Nederland hebben voor betaalde sms-berichten een gedragscode opgesteld. Alle aanbieders van sms-diensten dienen zich hieraan te houden. Desondanks ontstaan er vaak problemen wanneer de gebruikers zich niet bewust zijn van de kosten of zich niet eenvoudig kunnen afmelden van de sms-diensten. Het is voorgekomen dat gebruikers een nieuw telefoonnummer aanvroegen om van deze "sms-terreur" af te komen.